# Donna d'ombra
Donna d'ombra è un film del 1990 diretto da Luigi Faccini.

## Trama
La coreografa Carla riceve la sconvolgente notizia della morte di suo padre e parte per un viaggio senza meta, inseguita dal suo ultimo amante. Durante la sua fuga, Carla intuisce che deve lasciarsi alle spalle la memoria ingombrante del padre per guardare in faccia l'amore che l'uomo le offre.

## Riconoscimenti
- 1990 - David di Donatello
  - Candidatura per Migliore attrice protagonista a Anna Bonaiuto
- 1990 - Globo d'oro
  - Candidatura per Miglior attrice a Anna Bonaiuto

## Critica
«... un film diseguale... Brava la protagonista...» () 